# Charles-André van Loo
Charles-André van Loo, também conhecido por Carle Van Loo ou Carle (Nice, 15 de Fevereiro de 1705 – Paris, 15 de Julho de 1765), foi um pintor francês, diretor da Escola Real de Alunos Protegidos e autor, dentre outros quadros, do famoso: "O deus marinho", exposto no salão da Academia Real de Pintura e Escultura de Paris, em 1741. Sua obra inclui praticamente todas as categorias: religião, história, mitologia, retrato, alegoria, etc.

## Vida
Ele nasceu em Nice, até então parte do ducado da Sabóia. Van Loo seguiu seu irmão Jean-Baptiste a Turim e depois a Roma em 1712, onde estudou com supervisão de Benedetto Luti e o escultor Pierre Legros. Depois de deixar a Itália em 1723, trabalhou em Paris, estudou na Académie Royale, onde obteve o primeiro prêmio de desenho em 1723 e recebeu o primeiro prêmio de pintura histórica em 1727 - assim como seu futuro rival François Boucher.
Depois de visitar Turim em 1727, ele foi empregado pelo rei Victor Amadeus II da Sardenha, para quem pintou uma série de assuntos ilustrativos do Tasso. Em 1734, ele se instalou em Paris, e um ano depois tornou-se membro da Académie Royale de Peinture et de Sculpture, subindo rapidamente na hierarquia da academia, patrocinado pela Madame de Pompadour da corte francesa. Em 1762, foi condecorado com a Ordem de São Miguel e nomeado primeiro pintor pelo rei Luís XV da França. Um ano depois, assume o cargo de diretor na Académie Royale.
Ele foi o pintor mais bem sucedido da corte francesa, mas seus retratos e pinturas de história também tiveram um enorme sucesso no resto da Europa.
Charles-André van Loo morreu em Paris em 15 de julho de 1765.

## Trabalho
Por sua simplicidade de estilo e design, resultado do estudo dos grandes mestres italianos, ele fez muito para purificar a moderna escola francesa; mas o louvor contemporâneo que foi incorporado em suas produções foi um pouco excessivo. Os seus clientes incluíam membros do tribunal, a fábrica de Gobelins, particulares e a igreja. Nos séculos seguintes, a fortuna crítica de Van Loo despencou, embora sua habilidade permaneça admirável. Sua obra "Casamento da Virgem" é preservada no Louvre.
Embora seja reconhecidamente versátil no que diz respeito aos seus temas e técnica, não é considerado um artista completamente original. Há, em suas obras, uma reminiscência do legado de Nicolas Lancret. Mesmo assim, foi fonte de influência para muitos pintores.

### Pinturas

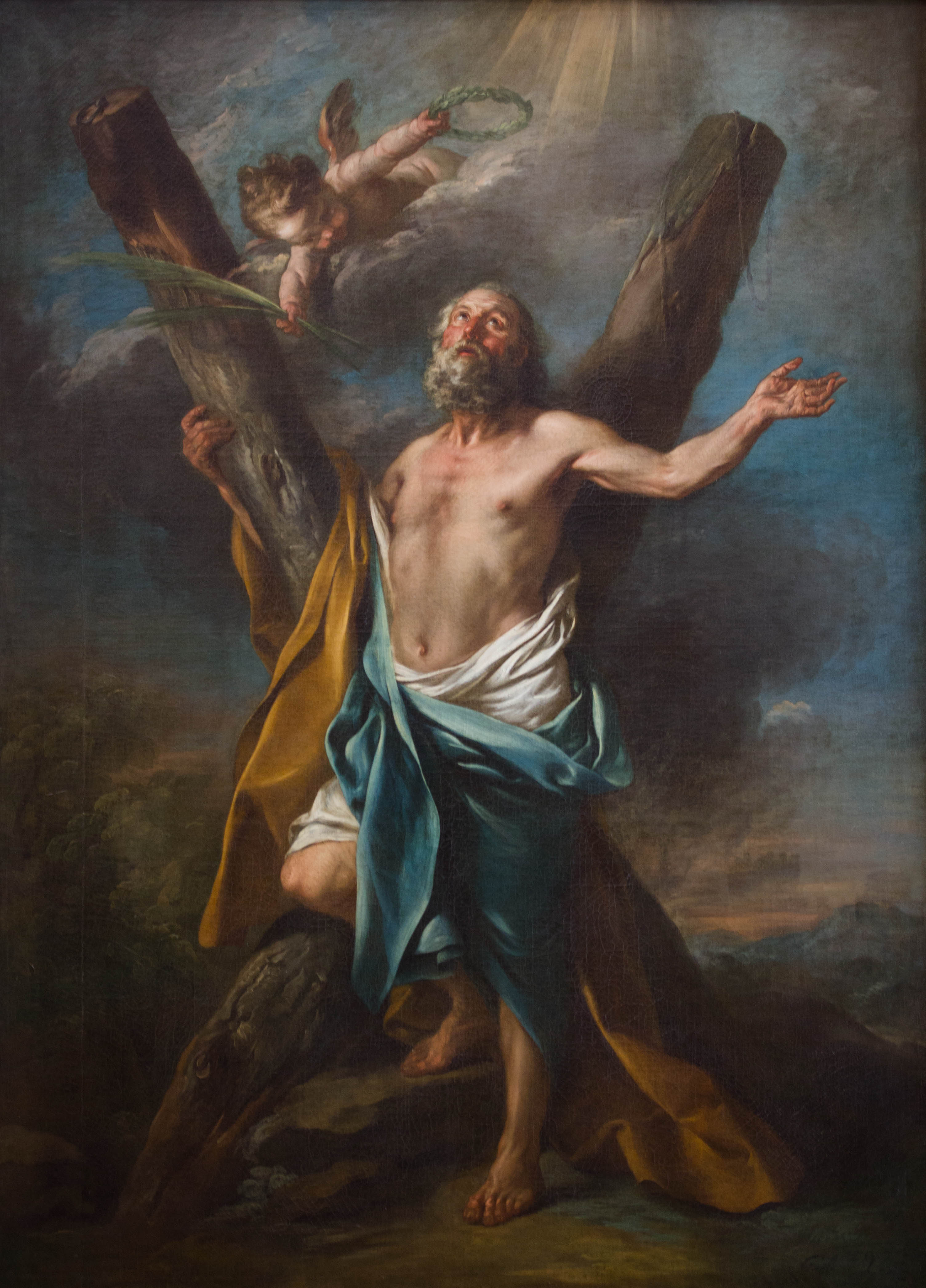
Saint Andrew
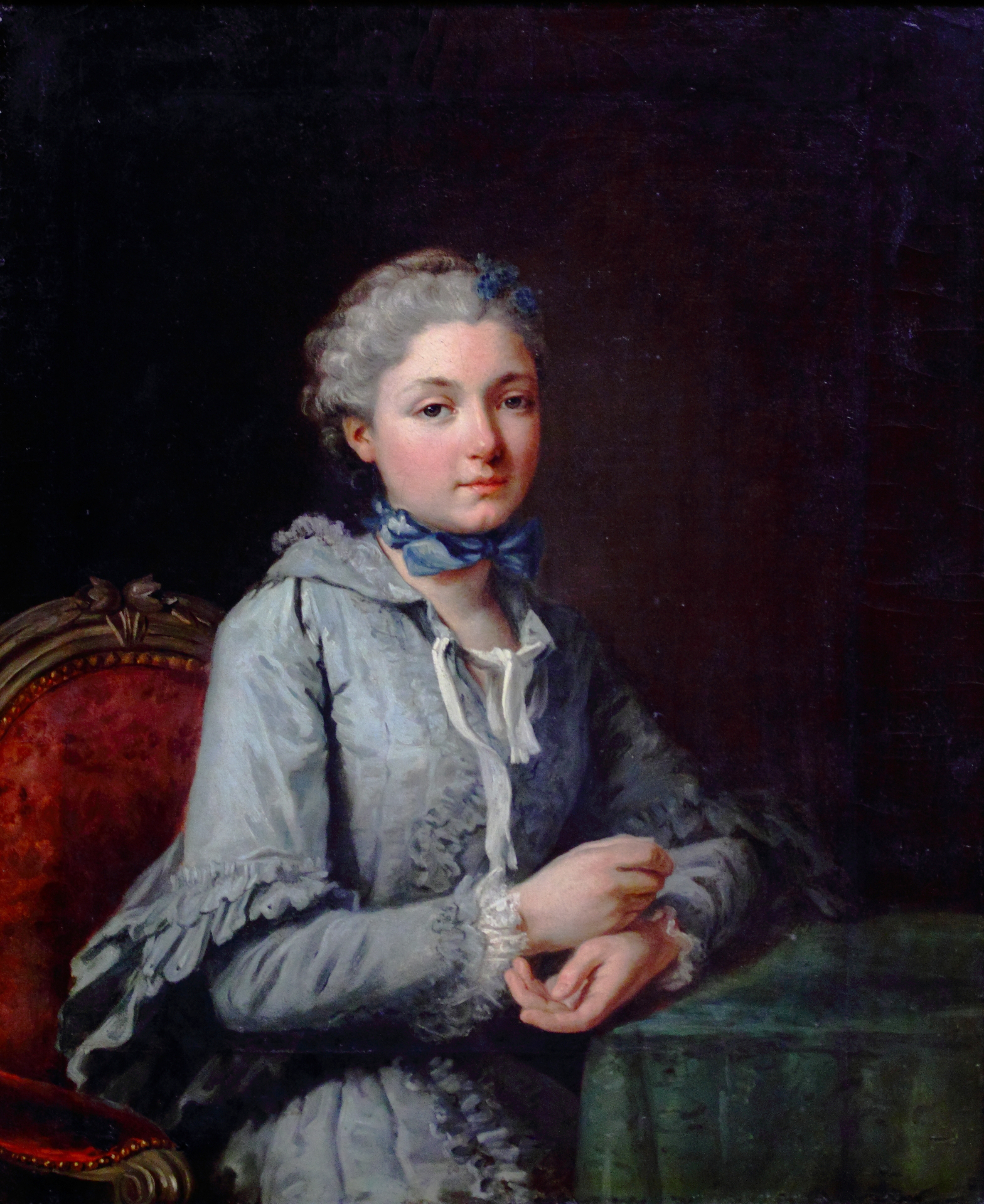
Retrato de Innocente Guillemette de Rosnyvinen de Pire, 1762
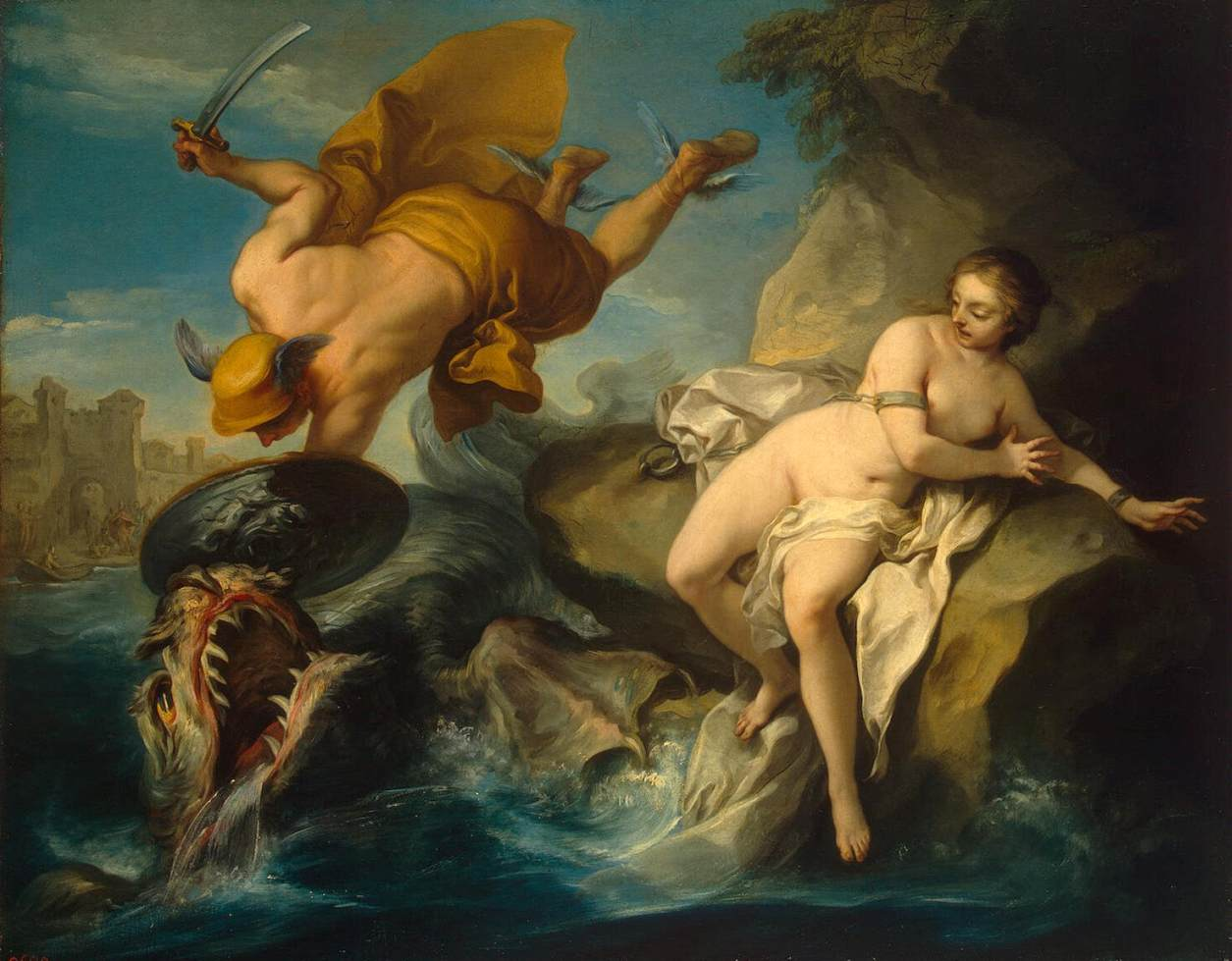
Perseus e Andromeda
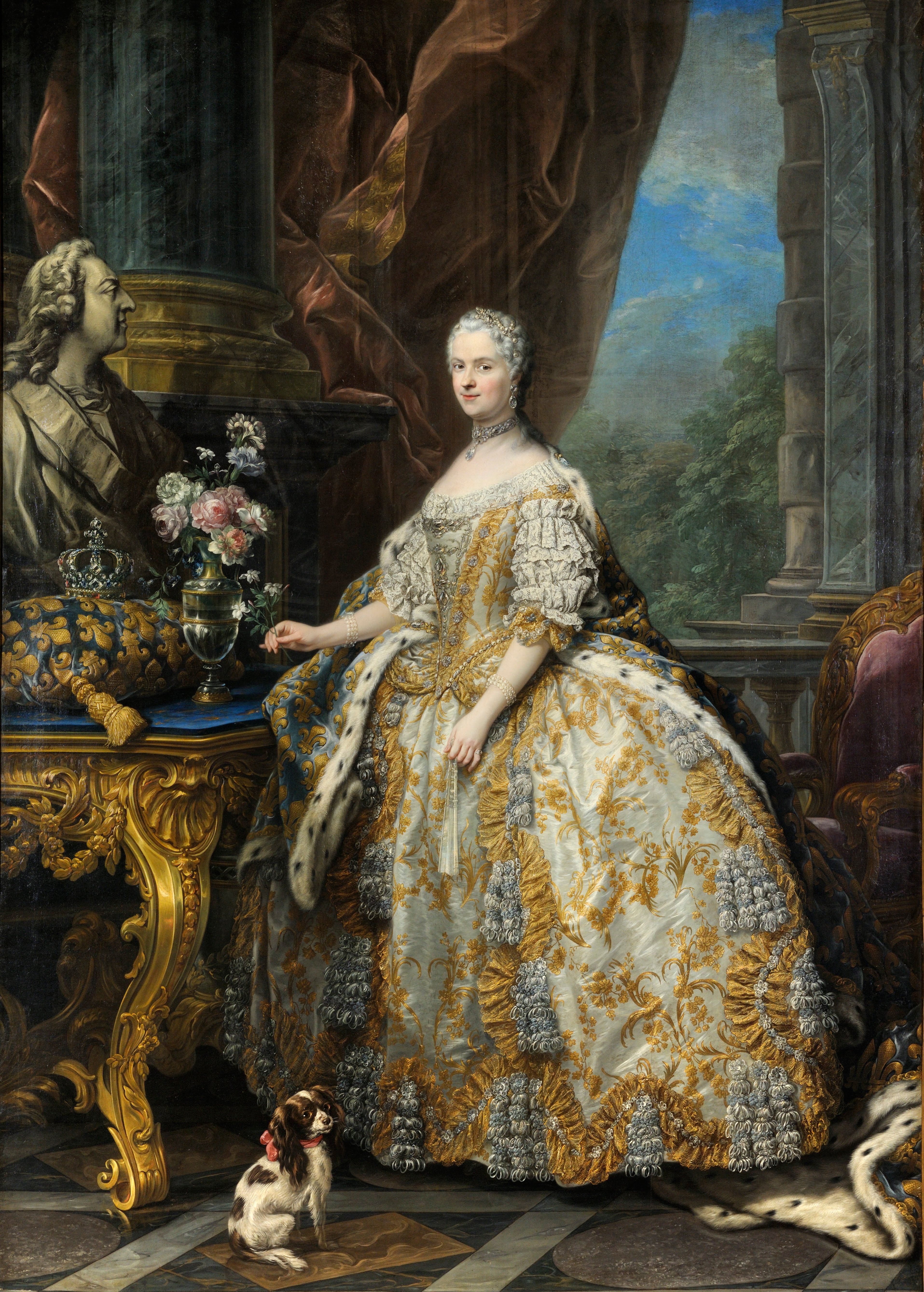
Marie Leczinska, Rainha da França (1703-1768), 1747, Versailles
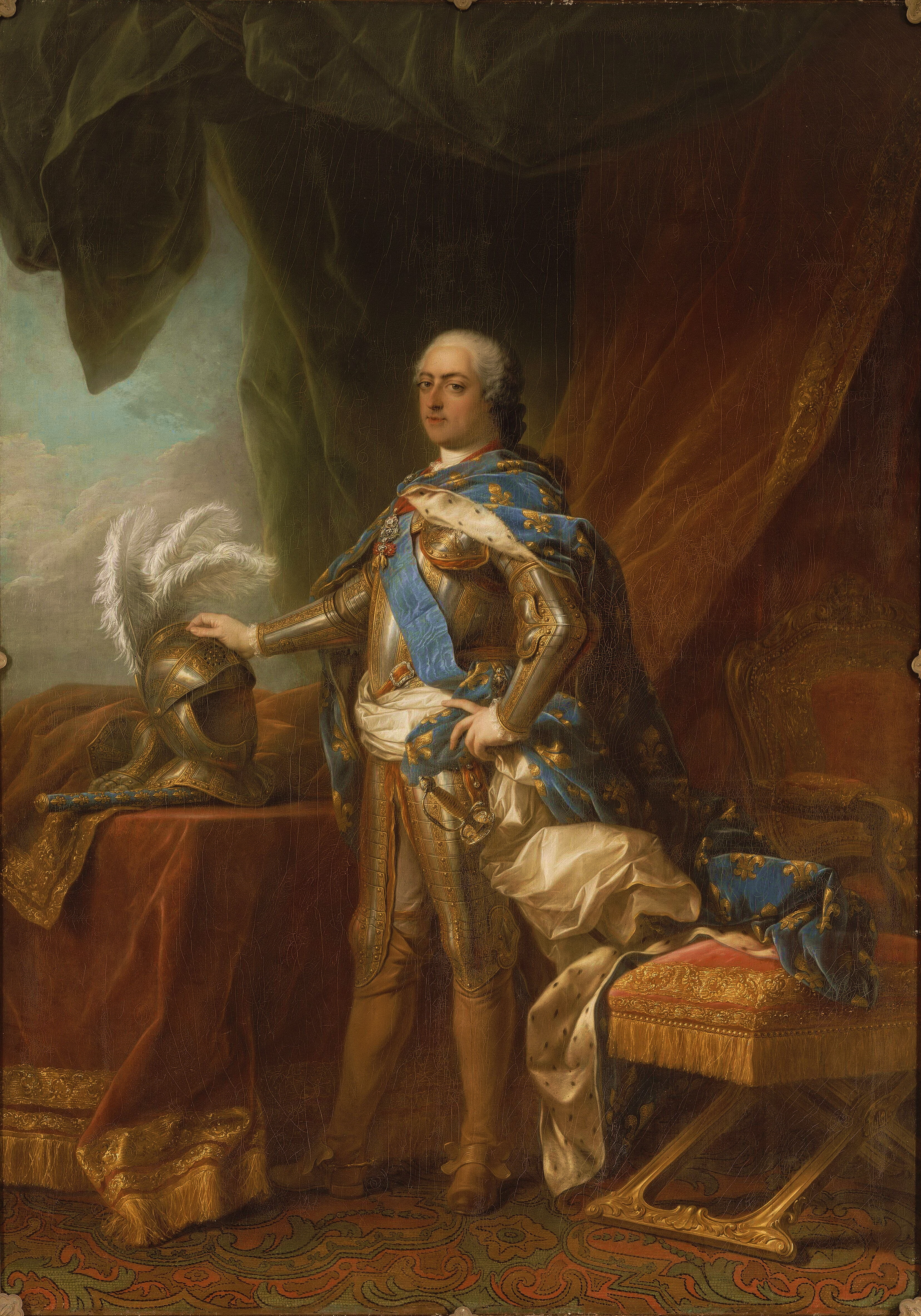
Louis XV (1710-1774)
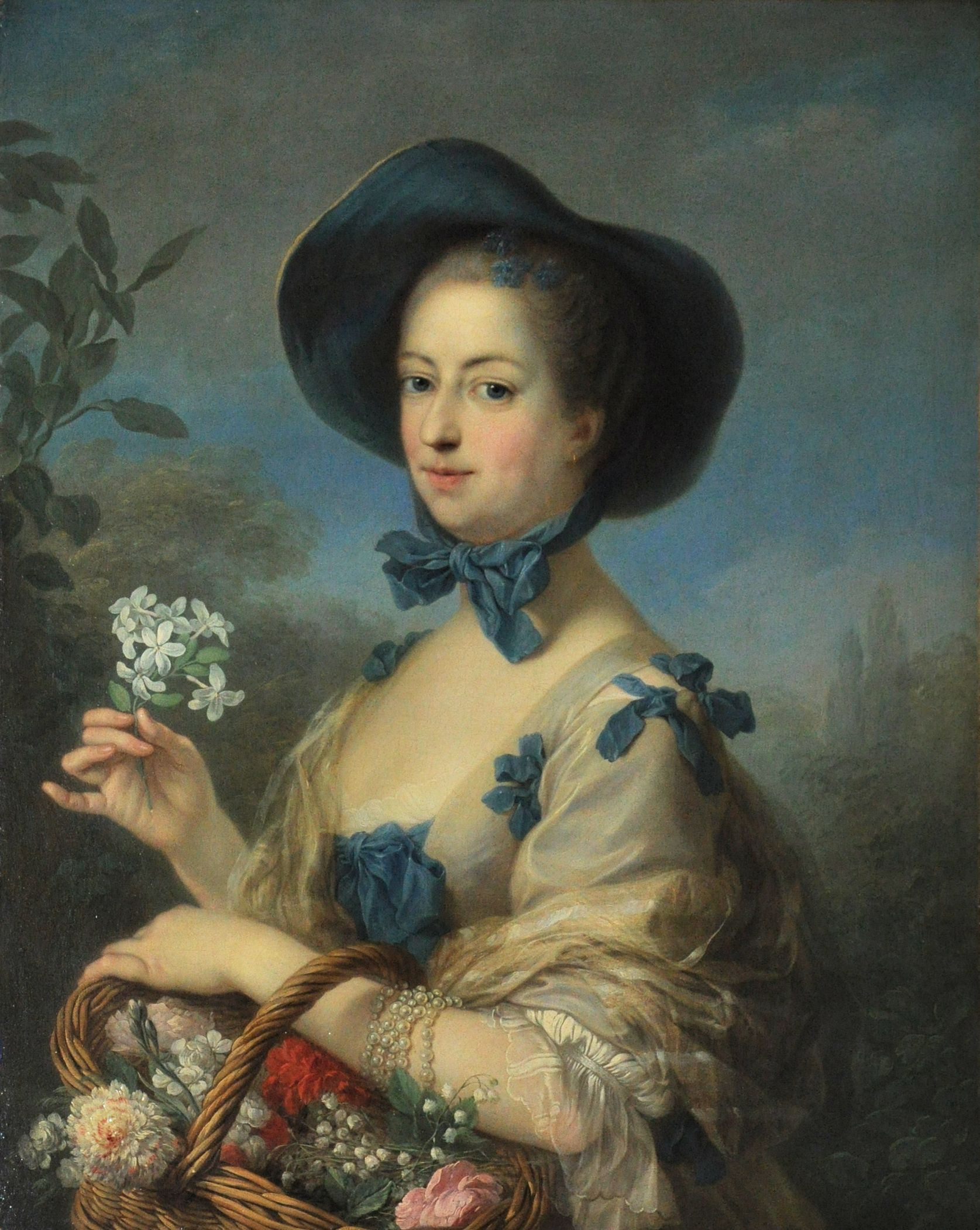
La Marquise de Pompadour, 1754-1755, Versalhes, Petit Trianon
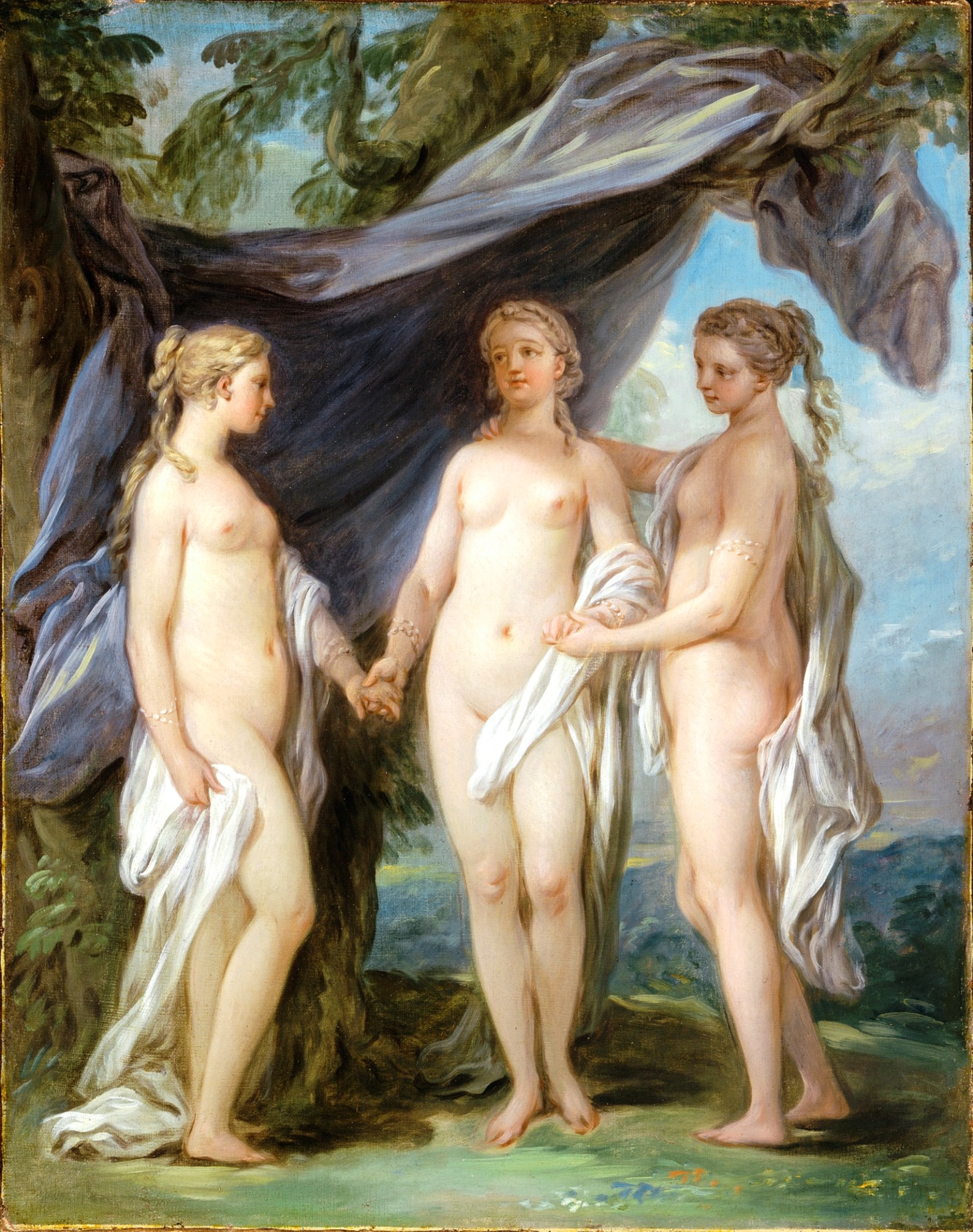
As Três Graças, 1763
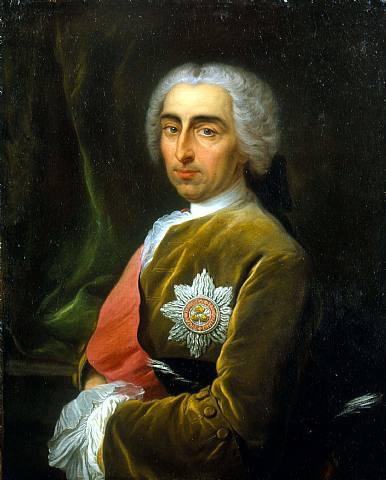
Retrato de William 1o Visconde Bateman
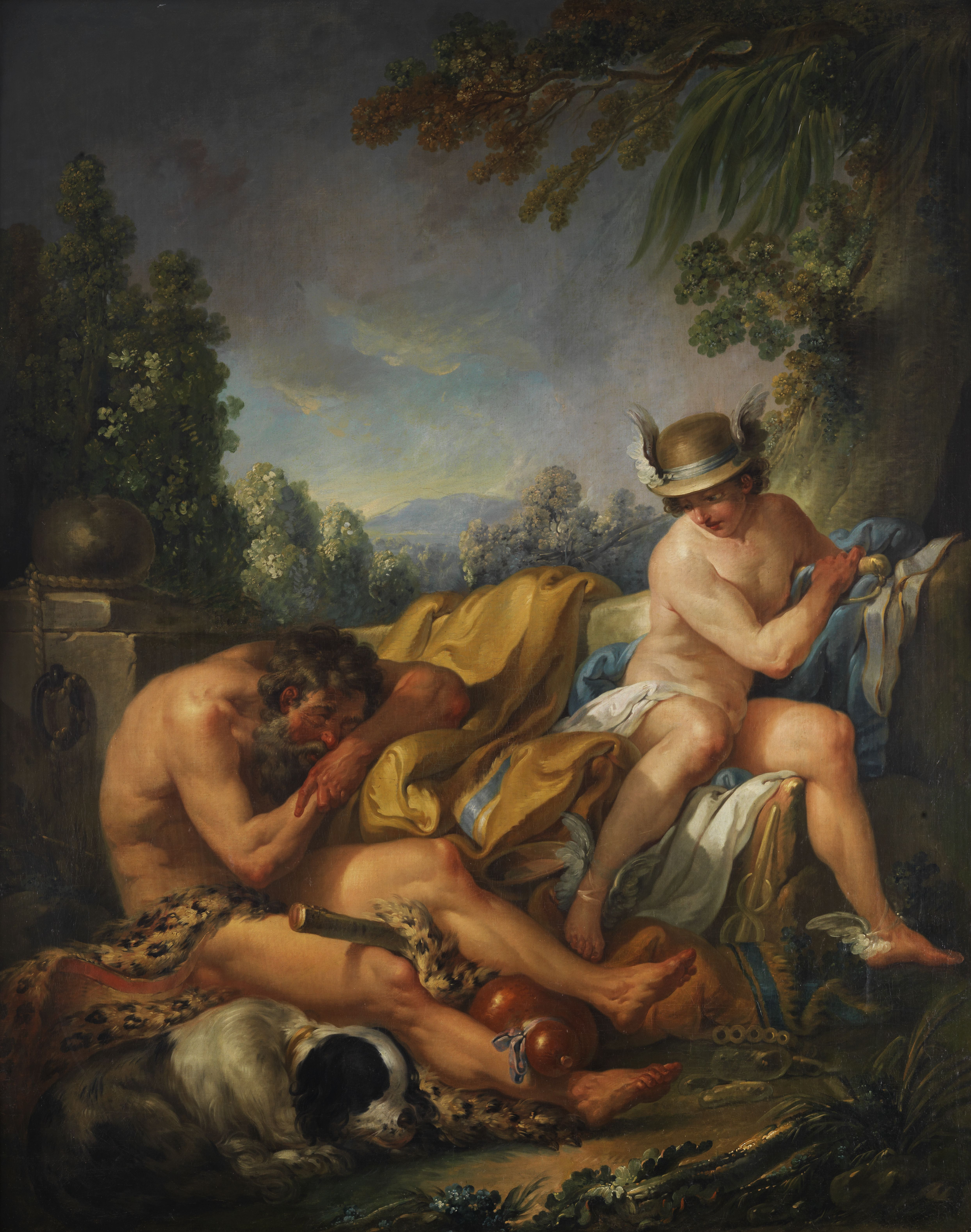
Mercúrio e Argus
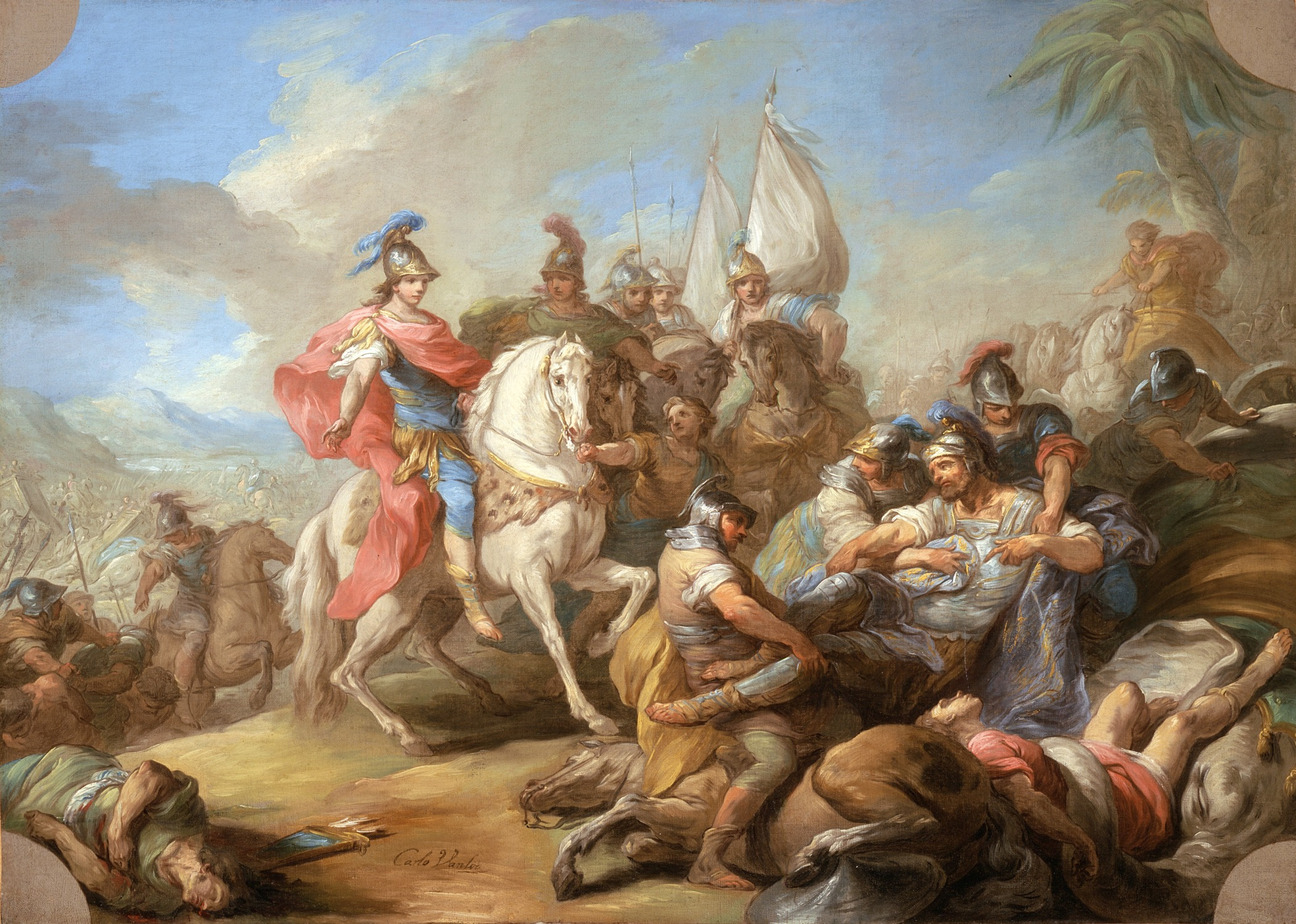
A vitória de Alexandre sobre Poro
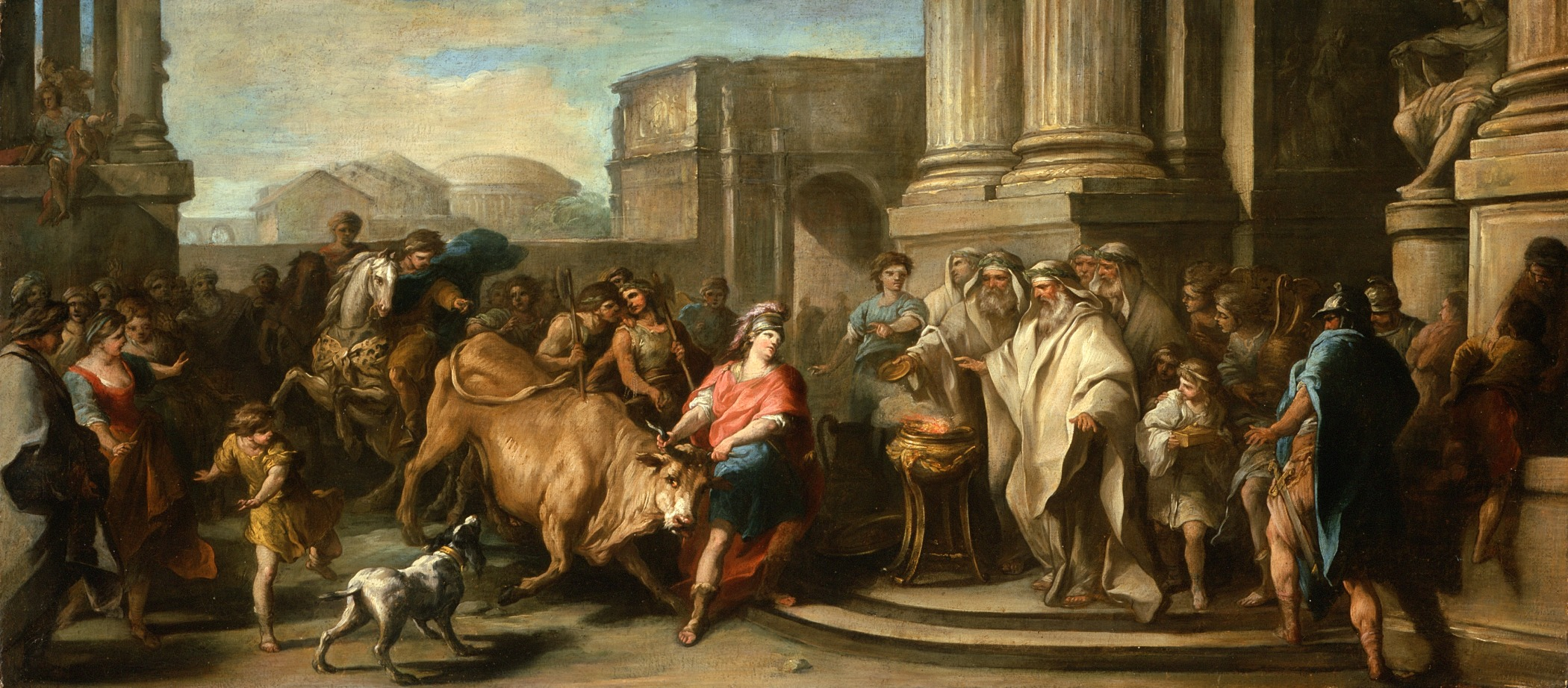
Teseu Domando o Touro de Maratona
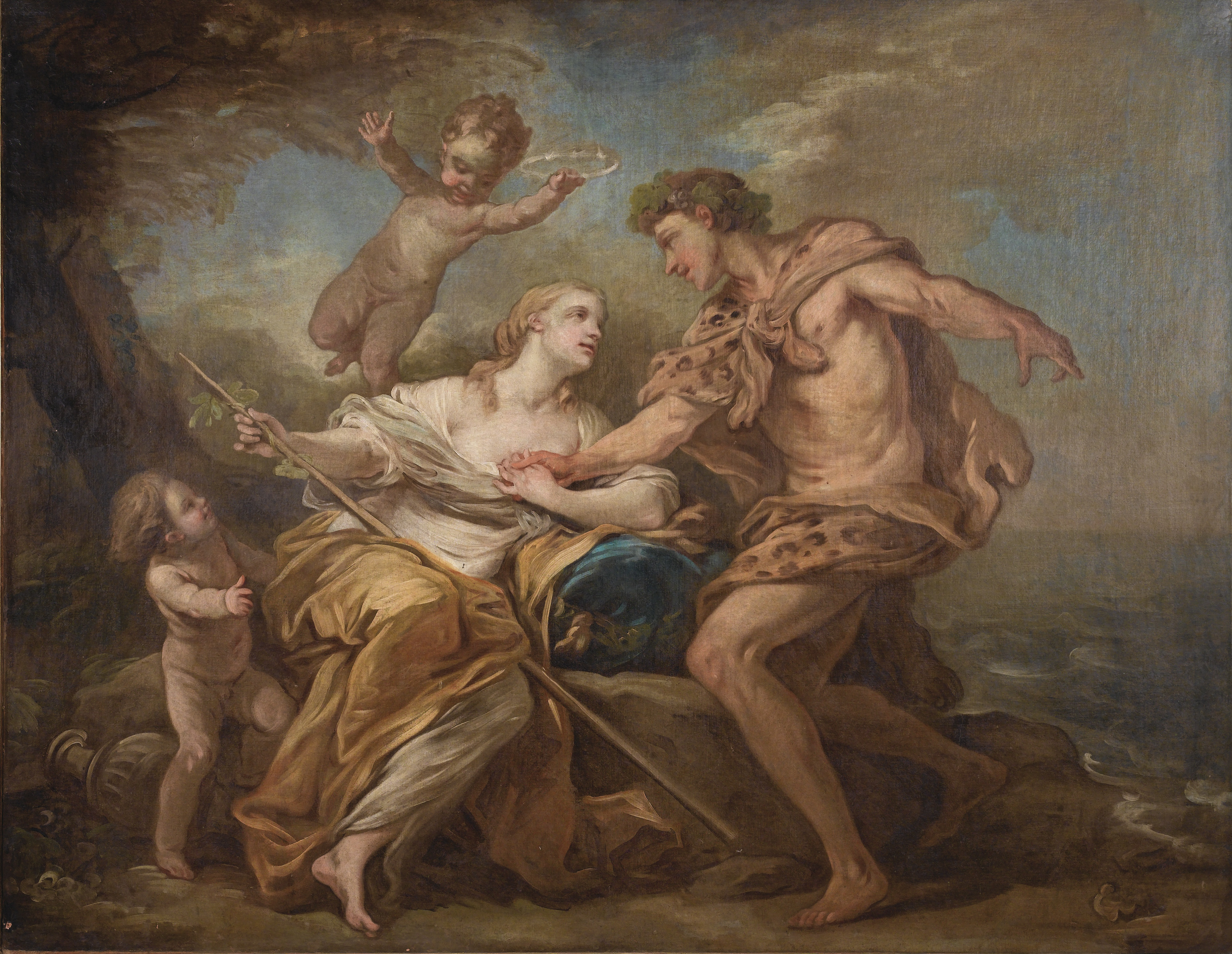
Baccus et Ariane
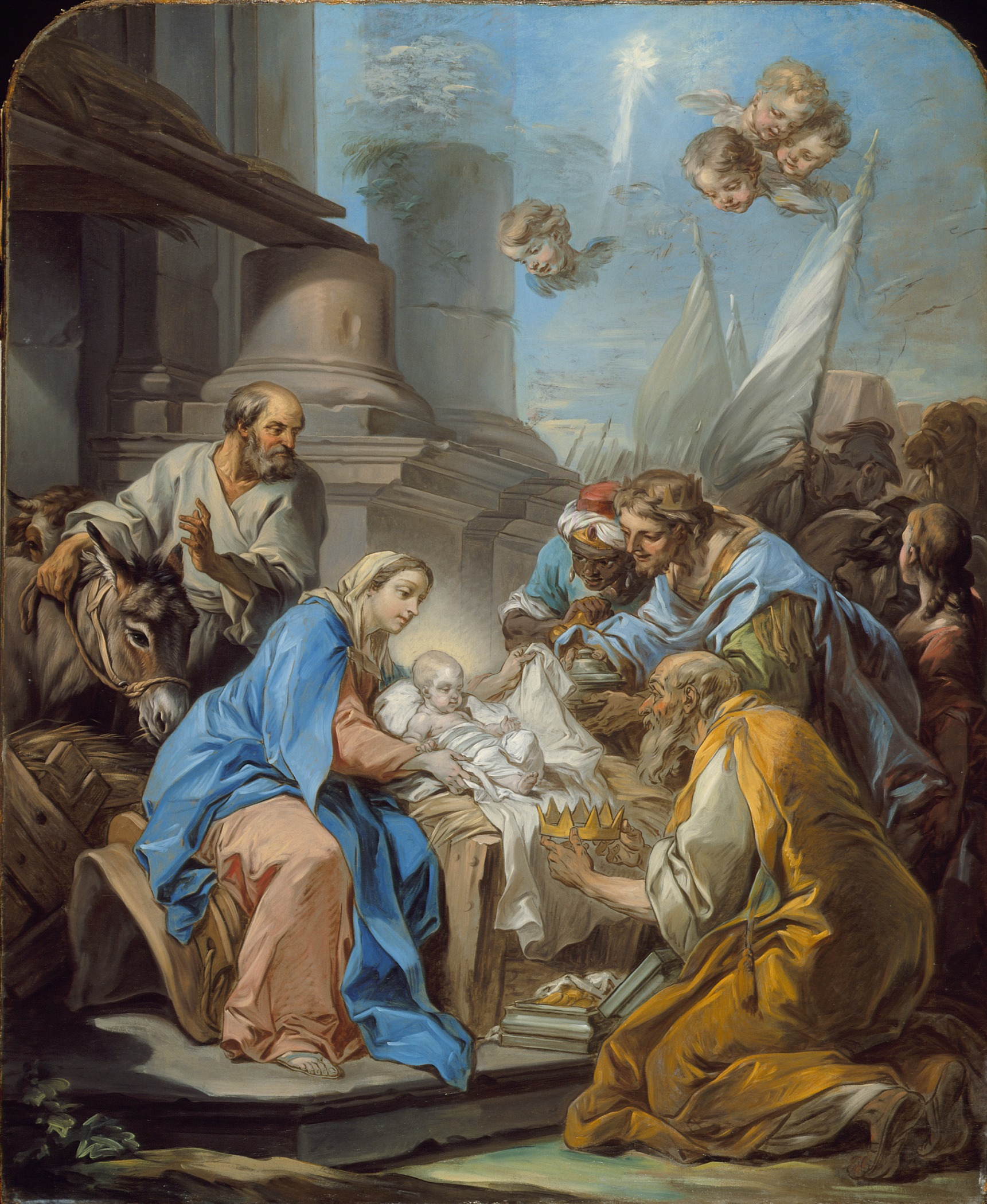
A Adoração dos Magos